# Быков, Валентин Васильевич
Валентин Васильевич Быков (7 января 1926, Москва — 3 июня 2008, Москва) — советский хозяйственный, государственный и политический деятель.

## Биография
Родился в 1926 году. Член КПСС.
В 1963—1966 — первый секретарь Тимирязевского районного комитета КПСС города Москвы.
В 1966—1971 — заведующий отделом тяжелой промышленности и машиностроения Московского городского комитета КПСС.
В 1971—1974 — заместитель председателя Московского городского Совета депутатов трудящихся.
В 1974—1987 — заместитель министра машиностроения для животноводства и кормопроизводства СССР.
С 1987 — персональный пенсионер союзного значения.
Делегат XXIII съезда КПСС.
Умер в Москве в 2008 году.

## Награды
- Орден Трудового Красного Знамени (22.07.1966, 25.08.1971)
- Орден Знак Почёта (06.01.1986)